# Notophysis cloetensi
Notophysis cloetensi là một loài bọ cánh cứng trong họ Cerambycidae.